# 贝讷 (上普罗旺斯阿尔卑斯省)
贝讷（法語：Beynes，法語發音：[bɛn] ⓘ）是法国上普罗旺斯阿尔卑斯省的一个市镇，属于迪涅莱班区。

## 地理
贝讷（43°59'35"N, 6°12'8"E）面积41.24 平方千米，位于法国普罗旺斯-阿尔卑斯-蓝色海岸大区上普罗旺斯阿尔卑斯省，该省份为法国东南部内陆省份，北起上阿尔卑斯省，西接沃克吕兹省，西北接德龙省，南至瓦尔省，东临滨海阿尔卑斯省，东北部与意大利接壤。
与贝讷接壤的市镇（或旧市镇、城区）包括：沙托勒东、绍东-诺朗特、昂特拉日、埃斯图布隆、梅泽勒、瑟内。

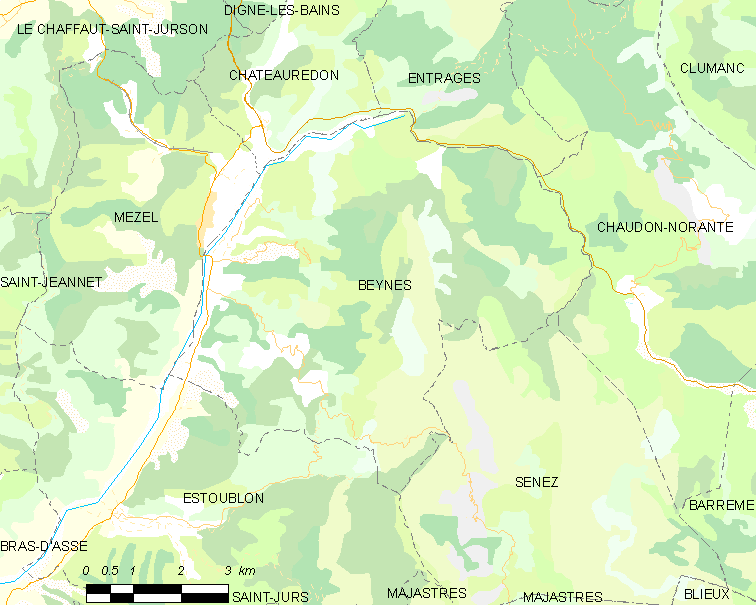
的OSM定位图

贝讷的时区为UTC+01:00、UTC+02:00（夏令时）。

## 行政
贝讷的邮政编码为04270，INSEE市镇编码为04028。

## 政治
贝讷所属的省级选区为里耶兹县。

## 人口

1962-2008年间人口变化图示

贝讷于2022年1月1日时的人口数量为121人。